# Peter Becker
Peter Becker (Francoforte sul Meno, 1828 – Soest, 1904) è stato un pittore tedesco.
Allievo di Eduard von Steinle, nel 1861 completò la serie di vedute litografiche della Saar intitolata Saaralbum.